# Ivana Bakarić
Ivana Bakarić (1970 Záhřeb) je chorvatská dramatička, herečka a režisérka.
V roce 1993 absolvovala Akademii dramatických umění v Záhřebu. Debutovala v záhřebském „Divadle ITD.“ Vedle toho působila i v dalších chorvatských divadlech, například v „HNK plukovníka Ivana Zajce“, „ZKM“ a Histrionové“.
V roce 1997 se stala členkou „Divadla Trešnja“, kde působí doposud a kromě hereckých úkolů realizuje také své vlastní divadelní projekty. S Akademií dramatických umění spolupracovala rovněž jako asistentka odboru jevištní mluvy.
Mimo divadla také působí v rozhlase a v televizi. V poslední době se prosazuje rovněž jako režisérka dabingu animovaných filmů.
Mezi její nejznámější divadelní hry patří „Sex, lži a motorové pily“, „Vila Šašanica“ a „Podivuhodné příběhy učně Hlapiće“. Do českého jazyka byla zatím přeložena pouze její hra „Sex, lži a motorové pily.“ Text je v elektronické formě k dispozici v Divadelní a literární agentuře DILIA, regulérní výtisk se nachází v půjčovně pražského Divadelního ústavu.